# Луцій Кассій Лонгін (трибун 44 року до н. е.)
Луцій Кассій Лонгін (лат. Lucius Cassius Longinus, 83 до н. е. — після 42 до н. е.) —  давньоримський політичний та військовий діяч Римської республіки.

## Життєпис
Походив з впливового плебейського роду Кассіїв. Син Гая Кассія Лонгіна, консула 73 року до н. е.
У 60 році до н. е. обіймав посаду монетарія. У 54 році до н. е. звинувачував Гнея Планція у підкупі виборців, у 52 році до н. е. — Марка Сауфея в насильстві, але в обох випадках не домігся успіху.
У 49 році до н. е. після початку громадянської війни між Гаєм Цезарем і Гнеєм Помпеєм приєднався до Цезаря і отримав посаду проконсула. У 48 році до н. е. зайняв Фессалію, проте незабаром був витиснений звідти і відступив до Етолії для з'єднання з Кальвізіем Сабіном. Згодом брав участь в окупації Ахая. У 44 році до н. е. стає народним трибуном. Під час своєї каденції провів закон про причислення нових родів до патриціату.
Патрицій Луцій не брав участі у вбивстві Цезаря, яке було організовано його братом Гаєм 15 березня 44 року до н. е., проте став на бік республіканців. У липні був зустрінутий оплесками на Аполлонових іграх, що проводилися від імені його брата. Активно захищав інтереси брата, у зв'язку з чим Марк Антоній під страхом смерті заборонив йому з'являтися на засіданні сенату 28 листопада, де повинні були розглядатися заходи, спрямовані проти ворогів Антонія.
У березні 43 року до н. е. не підтримував пропозицію про доручення своєму братові війни з Долабеллою. Вслід за створенням другого тріумвірату втік до брата на Схід. Після його поразки при Філіпах отримав прощення від Антонія в Ефесі. Подальша доля не відома.

## Родина
Дружина — Сульпіція, донька Сервія Сульпіція Руфа, консула 51 року до н. е.
Діти:
- Луцій Кассій Лонгін
- Павла Кассія